# Municipio de Keating (condado de Potter)
El municipio de Keating (en inglés: Keating Township) es un municipio ubicado en el condado de Potter, Pensilvania, Estados Unidos. Según el censo de 2020, tiene una población de 286 habitantes.

## Geografía
Está ubicado en las coordenadas 41°41′36″N 78°08′11″O / 41.69333, -78.13639 (41.693467, -78.136487).

## Demografía
Según la Oficina del Censo en 2000, los ingresos medios por hogar en la localidad eran de $30,417 y los ingresos medios por familia eran $32,500. Los hombres tenían unos ingresos medios de $30,938 frente a los $21,250 para las mujeres. La renta per cápita para la localidad era de $13,716. Alrededor del 12,2% de la población estaban por debajo del umbral de pobreza.